# Wintersheim
Wintersheim est une municipalité de la Verbandsgemeinde Guntersblum, dans l'arrondissement de Mayence-Bingen, en Rhénanie-Palatinat, dans l'ouest de l'Allemagne.

## Références

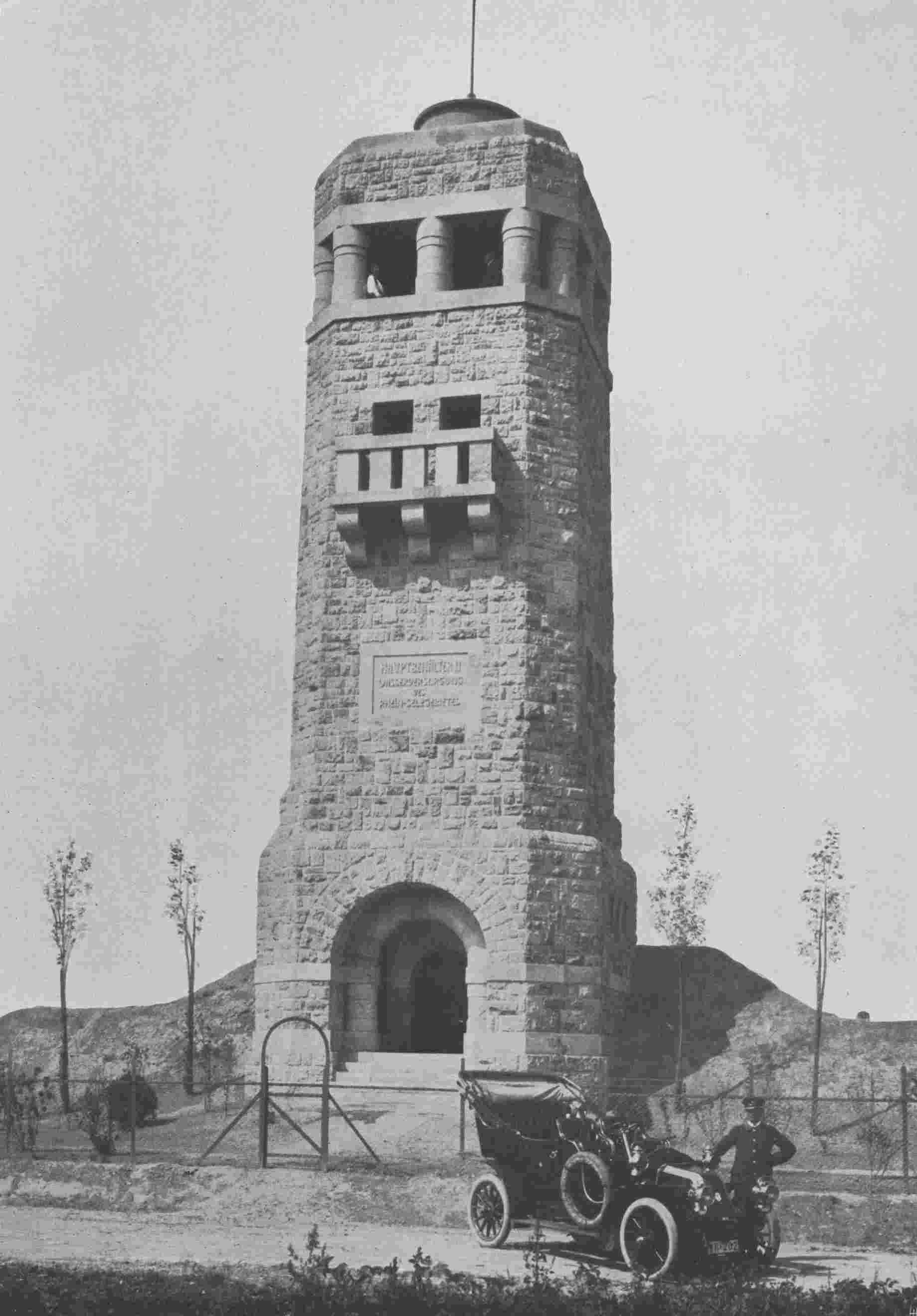
Hochbehälter Wintersheim en 1907
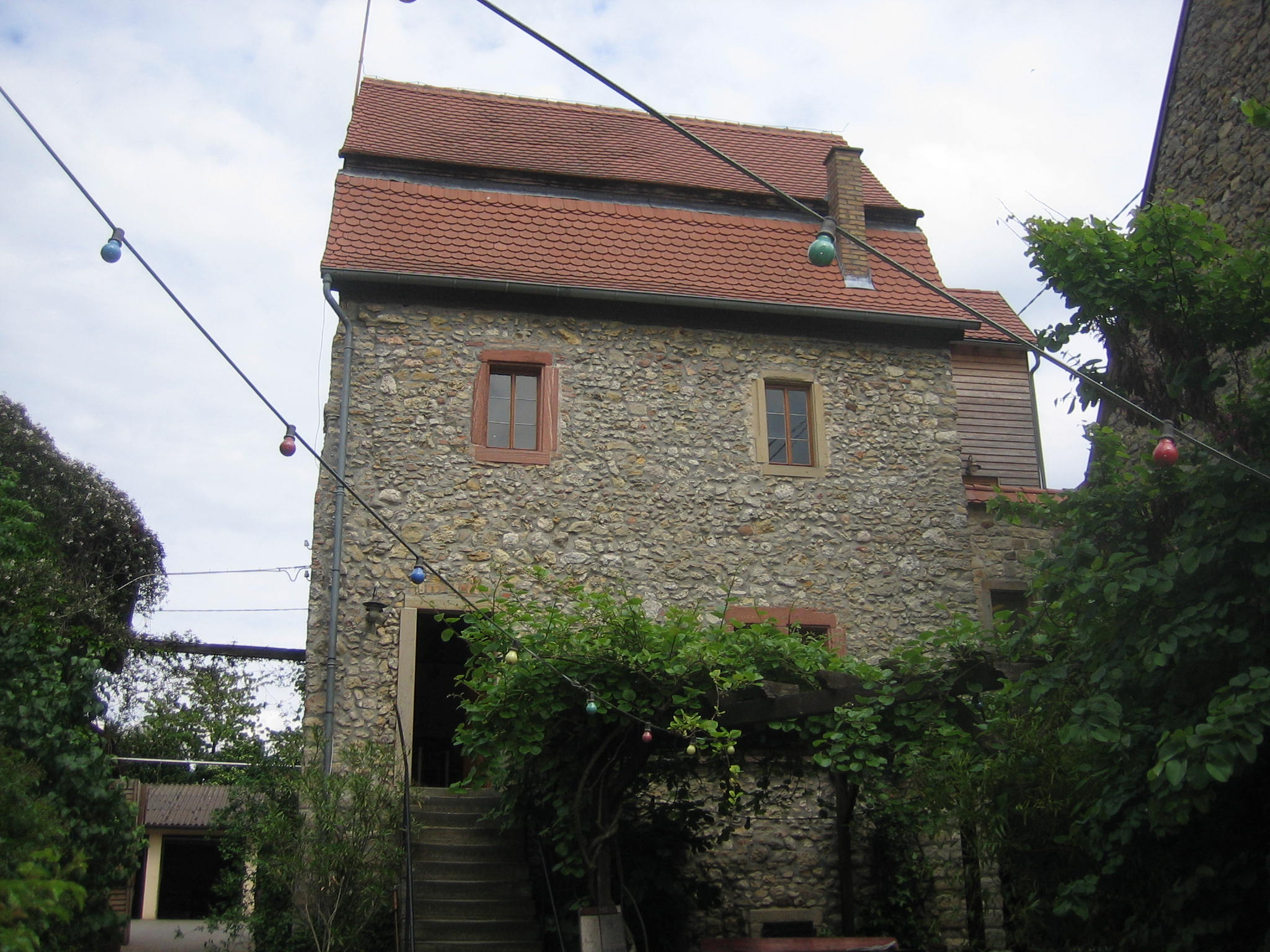
Habitation à Wintersheim
Localisation de Wintersheim dans la Verbandsgemeide et dans l'arrondissement